# Netelia frankii
Netelia frankii är en stekelart som först beskrevs av Brauns 1889.  Netelia frankii ingår i släktet Netelia och familjen brokparasitsteklar. Inga underarter finns listade i Catalogue of Life.